# Булгарлар
Булгарлар (на турски: Hamidiye) е село в Мала Азия, Турция, Вилает Бурса.

## История
В 19 век Булгарлар e село на малоазийски българи